# Syngenta
Syngenta Group is een Chinees-Zwitserse onderneming. Het is actief in de agribusiness, de genetische en biotechnologie en de productie en verkoop van chemische stoffen.

## Activiteiten
Syngenta is een wereldspeler in landbouwchemicaliën en de zaadproductie en zaadteelt, de productlijn omvat gewassen, pesticiden, zaden, fungiciden, herbiciden, voedingsstoffen en insecticiden. Syngenta is gevestigd in het kanton Basel-Stadt met ook kantoren in Chicago, Tel Aviv en Shanghai. In België is Syngenta vooral gevestigd op het Technologiepark Zwijnaarde bij Gent, in Nederland zijn twee belangrijke vestigingen van Syngenta bij Enkhuizen en De Lier (Westland).
In 2021 behaalde de Group een totale omzet van 28 miljard dollar. De activiteiten zijn verdeeld over vier onderdelen: Syngenta Crop Protection, ADAMA, Syngenta Seeds en Syngenta Group China. Bestrijdingsmiddelen is met een omzetaandeel van 50% de grootste activiteit. Het aandeel van Syngenta Group China is ongeveer een kwart in de totale omzet. Syngenta Group is actief in meer dan 100 landen wereldwijd.

## Geschiedenis

### Ontstaan uit overnames
Syngenta ontstond toen in 2000 de agrarische onderdelen van Novartis en AstraZeneca werden afgescheiden en samengevoegd onder de naam Syngenta. Novartis zelf was daarbij pas in 1996 ontstaan uit de fusie van Sandoz en Ciba-Geigy, AstraZeneca in 1999 door de fusie van het Zweedse Astra AB en de Britse Zeneca Group PLC.
De veelvuldige overnames maken dat Syngenta ook eigenaar is van producten oorspronkelijk van onder meer ICI (inclusief het gevaarlijke Paraquat, maar ook Diquat, Diquatdibromide, Amistar, Ortiva, Abound, Quadris en Heritage), Stauffer (met Ordram, Callisto, Lumica 100 en Primo Maxx), Ciba-Geigy (met Triasulfuron, Thiamethoxam, Celest, Switch, Trigard, Topaz, Chorus, Ridomil en Subdue) en Novartis (met Axial en Axeo).

### Overname door ChemChina
In februari 2016 lanceerde ChemChina, of de China National Chemical Corporation, een bod van US$ 43 miljard op Syngenta, de grootste buitenlandse aankoop ooit door een Chinees bedrijf. De overeenkomst wachtte op goedkeuring door de Commissie buitenlandse investeringen in de Verenigde Staten (CFIUS) en Europese overheidspanels, onder verwijzing naar voedselveiligheids- en veiligheidskwesties. De verkoop werd in mei 2017 afgerond en in juli dat jaar nadat ChemChina de laatste aandelen had verworven, werd de beursnotering van het bedrijf stopgezet. In 2020 bracht eigenaar ChemChina twee andere dochters, Adama en de agribusiness van Sinochem, samen met Syngenta en creëerde zo de Syngenta Group.

## Producten en mijlpalen
- In 2001 behaalde Syngenta een mijlpaal met de DNA-sequencing van het genoom van rijst.
- Op 19 mei 2004, na een moratorium van vijf jaar, liet de Europese Commissie het kweken van genetisch gemodificeerde maïs Bt-11 van Syngenta toe.
- In 2005 lanceerde Syngenta met merknaam Revus™ en Pergado mandipropamid, een fungiciden fluopicolide die werkzaam is tegen de Phytophthora infestans, een waterschimmel gekend als veroorzaker van de aardappelziekte. Verder lanceerde Syngenta een variant van Gouden rijst met een gemodificeerd maïsgen, die extra bètacaroteen bevat ter bestrijding van Vitamine A-tekort.
- In 2009 werden Reflect en de combinatiemiddelen Seguris, Bontima en Symetra aan het productgamma toegevoegd.

Syngenta beschikt eveneens over een licentie op de patenten van Monsanto voor de Roundup Ready-productlijn zodat Syngenta ook zaden met glyfosaatresistantie kan verdelen. In 2001 deed Syngenta zelf onderzoek naar glyfosaat waarbij er een verband tussen hersenaandoeningen en het middel werd geregistreerd. Door het aflopen van het octrooi van Propiconazool, ontwikkeld door Janssen Pharmaceutica, kon Syngenta het ook uitbrengen onder de merknaam Tilt.

## Kritiek

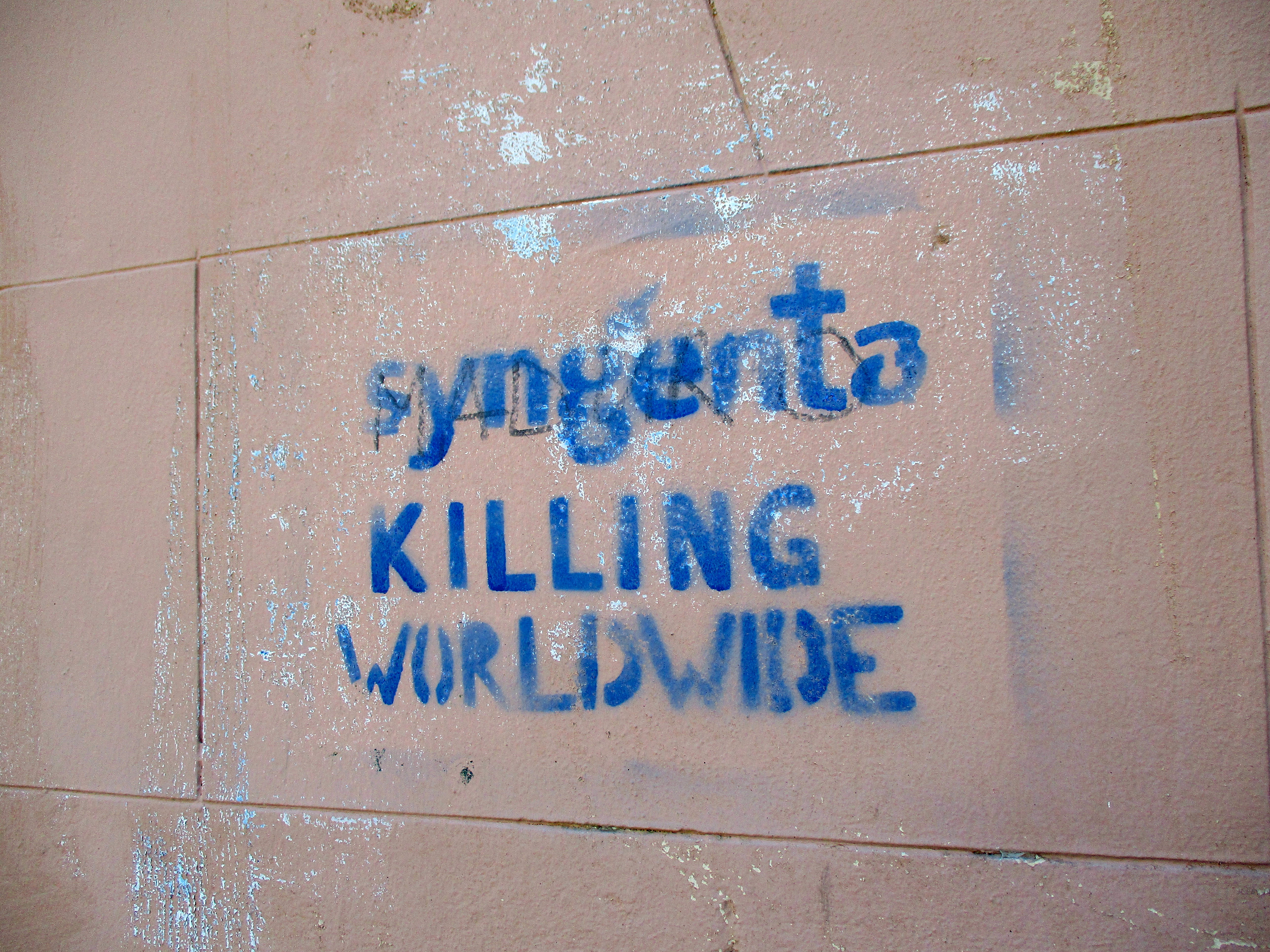
'Syngenta kills Worldwide', template graffiti (Basel)
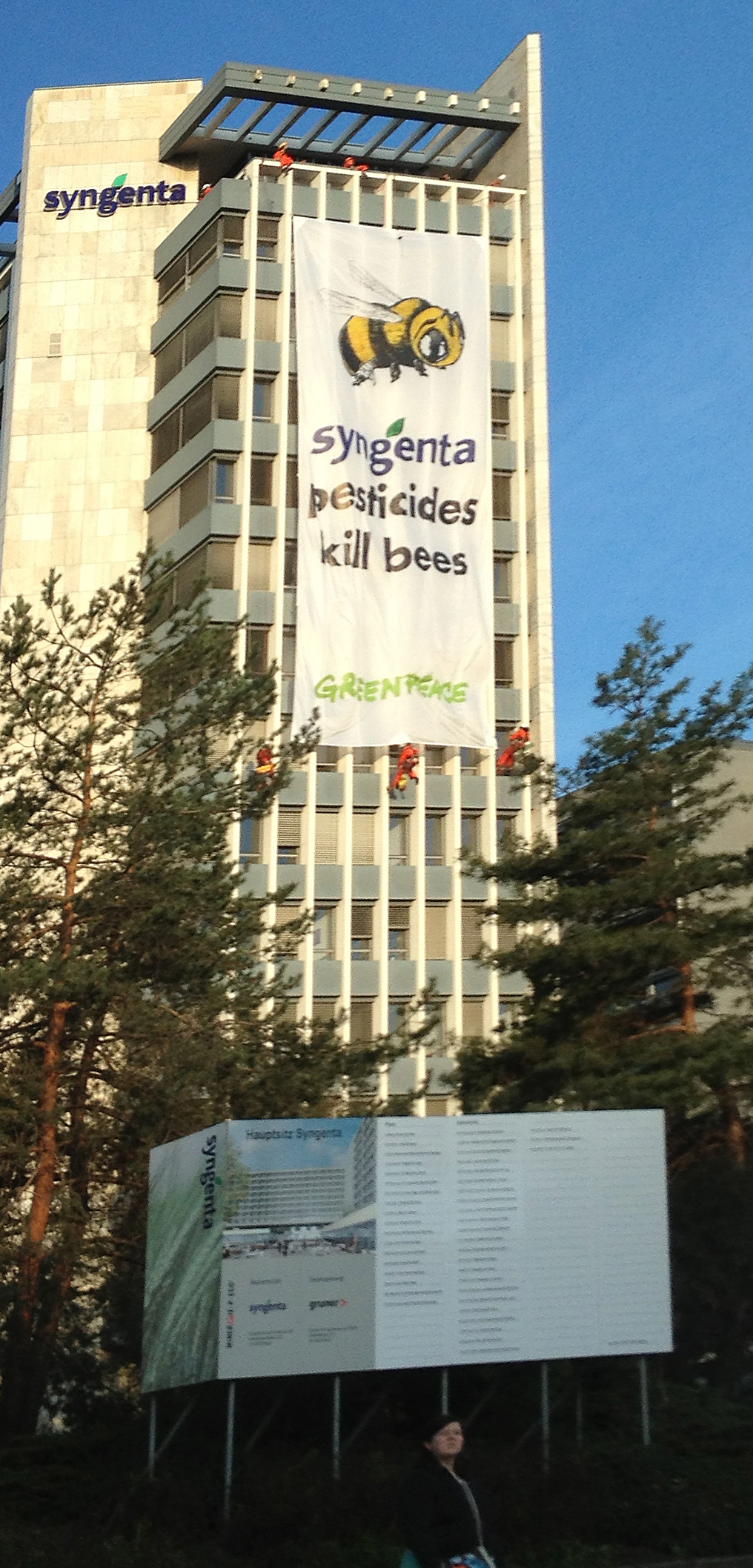
Greenpeace-actie: 'Syngenta pesticides kill bees' (Basel)